# Traitement adjuvant ou néoadjuvant
Un traitement adjuvant est un traitement destiné à augmenter ou stimuler les effets positifs d'une autre forme de traitement, comme la chirurgie ou la radiothérapie, et augmenter le taux de survie.
Un traitement néoadjuvant est un traitement administré afin de réduire la taille d’une tumeur cancéreuse (maligne) préalablement à une intervention chirurgicale (pour limiter l'étendue de l'exérèse) ou à une radiothérapie (pour en augmenter l'efficacité).